# Clan Nagao

Emblème (mon) du clan Nagao.

Le clan Nagao (長尾氏, Nagao-shi) était une famille de daimyos, seigneurs féodaux, qui construisirent et contrôlèrent le château de Kasugayama et le fief environnant dans ce qui est à présent la préfecture de Niigata. Kagetora Nagao, adopté par Norimasa Uesugi, devint seigneur du château en 1548, prenant le nom de Kenshin Uesugi et changeant effectivement le clan de Kasugayama de Nagao en Uesugi. Les membres de sa famille qui gardèrent le nom Nagao devinrent les obligés de la famille Uesugi.

## Membres importants de la famille Nagao
- Nagao Tamekage (mort en 1536), était le père de Kagetora Nagao, qui deviendra Kenshin Uesugi.
- Kenshin Uesugi (1530-1578), originellement Nagao Kagetora, est un des plus célèbres seigneurs de guerre de l'histoire du Japon.
- Fujikage Nagao (dates inconnues) combattit sous les ordres de Kenshin à la quatrième bataille de Kawanakajima en 1561.